# 聖馬力諾聯邦盃
聖馬力諾聯邦盃（義大利語：Trofeo Federale）是聖馬力諾足球協會的超級盃賽。開始於1986年。
2011年由聖馬力諾超級盃（Super Coppa Sammarinese）取代。

## 外部連結
- San Marino - List of Cup Winners （页面存档备份，存于）, RSSSF.com